# Aoste, Isère
Aoste är en kommun i departementet Isère i regionen Auvergne-Rhône-Alpes i sydöstra Frankrike. Kommunen ligger i kantonen Le Pont-de-Beauvoisin som tillhör arrondissementet La Tour-du-Pin. År 2022 hade Aoste 2 869 invånare.

## Befolkningsutveckling
Antalet invånare i kommunen Aoste
Referens:INSEE